# Extensió de grup
En matemàtiques, una extensió de grup és una manera general de descriure un grup en termes d'un subgrup normal particular i un grup quocient. Si Q i N són dos grups, llavors G és una extensió de Q per N si hi ha una successió exacta curta
{\displaystyle 1\to N\to G\to Q\to 1.}
Si G és una extensió de Q per N, llavors G és un grup, N és un subgrup normal de G i el grup quocient G/N és isomorf al grup Q. Les extensions de grup apareixen en el context del problema d'extensió, on els grups Q i N són coneguts i es volen determinar les propietats de G. Cal notar que alguns autors utilitzen l'enunciat "G és una extensió de N per Q".
Com que tot grup finit G té un subgrup normal maximal N amb un grup factor simple G/N, tots els grups finits es poden construir con una successió d'extensions amb grups simples finits. Aquest resultat ha estat una motivació per tal de completar la classificació dels grups simples finits.
Hom diu que una extensió és una extensió central si el subgrup N està contingut en el centre de G.

## Extensions en general
Un tipus concret d'extensió, el producte directe, és immediatament òbvia. Si hom requereix que G i Q siguin grups abelians, llavors el conjunt de classes d'isomorfisme d'extensions de Q per un grup (abelià) donat N és, de fet, un grup, el qual és isomorf a 
{\displaystyle \operatorname {Ext} _{\mathbb {Z} }^{1}(Q,N);}
Es coneixen moltes altres classes generals d'extensions, però no hi ha cap teoria que tracti alhora totes les extensions possibles. L'extensió de grup es considera habitualment com un problema difícil; s'anomena el problema d'extensió.
Com a exemple, si G = K × H, llavors G és una extensió tant de H com de K. Més en general, si G és un producte semidirecte de K i H, escrit {\displaystyle G=K\rtimes H}, llavors G és una extensió de H per K.

### Problema d'extensió
La qüestió de quins grups G són extensions de H per N s'anomena problema d'extensió, i ha estat estudiat activament des de finals del segle xix. Per tal de copsar la motivació del problema, hom pot considerar que la sèrie de composició d'un grup finit és una successió finita de subgrups {Ai}, on cada Ai+1 és una extensió de Ai per algun grup simple. La classificació dels grups simples finits proporciona una llista completa de grups simples finits; així que la solució al problema d'extensió donaria prou informació per construir i classificar tots els grups finits en general.

### Classificació d'extensions
Resoldre el problema de l'extensió significa classificar totes les extensions de H per K; o de manera més pràctica, expressar totes aquestes extensions en termes d'objectes matemàtics que siguin fàcils de comprendre i calcular. En general, aquest problema és molt difícil, i tots els resultats útils que es coneixen poden classificar extensions amb alguna condició addicional.
És important saber quan dues extensions són equivalents o congruents. Diem que les extensions 
{\displaystyle 1\to K{\stackrel {i}{{}\to {}}}G{\stackrel {\pi }{{}\to {}}}H\to 1}
i 
{\displaystyle 1\to K{\stackrel {i'}{{}\to {}}}G'{\stackrel {\pi '}{{}\to {}}}H\to 1}
són equivalents (o congruents) si existeix un isomorfisme de grups T : G → G' que fa que el diagrama de la Figura 1 commuti. De fet, és suficient tenir un homomorfisme de grups; a causa de la commutativitat suposada del diagrama, l'aplicació T és automàticament un isomorfisme pel lema dels cinc curt.

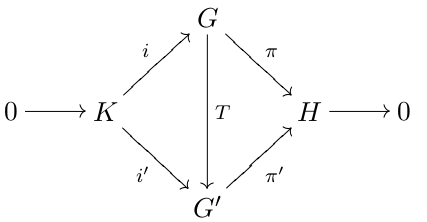
Figura 1

Observació: pot succeir que les extensions 1 → K → G → H → 1 i 1 → K → G' → H → 1 no siguin equivalents però que G i G' siguin grups isomorfs. Per exemple, existeixen 8 extensions no equivalents del grup de Klein per Z/2Z, però existeixen, llevat d'isomorfisme de grups, només quatre grups d'ordre 8 que contenen un subgrup normal d'ordre 2 amb grup quocient isomorf al grup de Klein.

#### Extensions trivials
Una extensió trivial és una extensió
{\displaystyle 1\to K\to G\to H\to 1}
equivalent a l'extensió
{\displaystyle 1\to K\to K\times H\to H\to 1}
on les fletxes esquerra i dreta són, respectivament, la inclusió i la projecció de cada factor de {\displaystyle K\times H}.

#### Classificació d'extensions de separació
Una extensió de separació és una extensió
{\displaystyle 1\to K\to G\to H\to 1}
amb un homomorfisme {\displaystyle s\colon H\to G} tal que el procés d'anar de H a G per s i després tornar a H per l'aplicació quocient de la successió exacta curta indueix l'aplicació identitat a H. És a dir, {\displaystyle \pi \circ s=\mathrm {id} _{H}}. En una tal situació, hom diu que s separa la successió exacta anterior.
Les extensions de separació són senzilles de classificar, perquè una extensió és de seperació si i només si el grup G és un producte semidirecte de K i H. Al seu torn, els productes semidirectes són també senzills de classificar, perquè estan en correspondència biunívoca amb els homomorfismes {\displaystyle H\to \operatorname {Aut} (K)}, on Aut(K) és el grup d'automorfismes de K.
Observació: en general, en matemàtiques, una extensió d'una estructura K s'acostuma a veure com una estructura L de la qual K n'és una subestructura. Vegeu per exemple l'article Extensió de cossos. Tanmateix, en el camp de la teoria de grups, és comú veure la terminologia oposada, en part a causa de la notació {\displaystyle \operatorname {Ext} (Q,N)}, que s'interpreta com "les extensions de Q per N", i hom se centra en el grup Q.
L'article de Brown i Porter (1996) sobre la teoria de Schreier d'extensions no abelianes utilitza la terminologia de què una extensió de K proporciona una estructura més gran.

## Extensió central
Una extensió central d'un grup G és una successió exacta curta de grups
{\displaystyle 1\to A\to E\to G\to 1}
tal que A pertany a Z(E), el centre del grup E. El conjunt de les classes d'isomorfisme de les extensions centrals de G per A (on G actua de manera trivial sobre A) està en correspondència biunívoca amb el grup de cohomologia H²(G, A).
Es poden construir exemples d'extensions centrals si es prenen un grup G qualsevol i un grup abelià qualsevol A, i s'estableix E com a A × G. Aquest tipus d'exemple de separació (una extensió de separació en el sentit del problema de l'extensió, ja que G és un subgrup de E) no té un interès particular, perquè correspon a l'element 0 de H²(G, A) amb la correspondència anterior. Hom pot trobar alguns exemples més interessants en la teoria de les representacions projectives, en els casos on la representació projectiva no es pot aixecar fins a una representació lineal ordinària.
En el cas de grups perfectes finits, existeix una extensió central perfecta universal.
De manera semblant, l'extensió central d'una àlgebra de Lie {\displaystyle {\mathfrak {g}}} és una successió exacta
{\displaystyle 0\rightarrow {\mathfrak {a}}\rightarrow {\mathfrak {e}}\rightarrow {\mathfrak {g}}\rightarrow 0}
tal que {\displaystyle {\mathfrak {a}}} pertany al centre de {\displaystyle {\mathfrak {e}}}.

### Grups de Lie
En teoria de grups de Lie, les extensions centrals apareixen en connexió amb la topologia algebraica. A grans trets, les extensions centrals de grups de Lie per grups discrets són el mateix que els grups de recobriment. Més concretament, un espai revestiment connex G* d'un grup de Lie connex G és, de manera natural, una extensió central de G, que fa que la projecció
{\displaystyle \pi \colon G^{*}\to G}
sigui un homomorfisme de grups, i exhaustiva (l'estructura de grup de G* depèn de l'elecció d'un element identitat que s'envia a la identitat de G). Per exemple, qual G* és el revestiment universal de G, el nucli de π és el grup fonamental de G, que hom sap que és abelià. Recíprocament, donat un grup de Lie G i un subgrup central discret Z, el quocient G/Z és un grup de Lie i G n'es un espai revestiment.
Més en general, quan els grups A, E i G d'una extensió central són grups de Lie, i les aplicacions entre ells són homomorfismes de grups de Lie, llavors si es denoten per {\displaystyle {\mathfrak {g}}}, {\displaystyle {\mathfrak {a}}} i {\displaystyle {\mathfrak {e}}} les respectives àlgebres de Lie de G, A i E, aleshores {\displaystyle {\mathfrak {e}}} és una extensió d'àlgebres de Lie central de {\displaystyle {\mathfrak {g}}} per {\displaystyle {\mathfrak {a}}}. En la terminologia de física teòrica, els generadors de {\displaystyle {\mathfrak {a}}} s'anomenen càrregues centrals. Aquests generadors pertanyen al centre de {\displaystyle {\mathfrak {e}}}; pel teorema de Noether, els generadors dels grups de simetria corresponen a quantitats conservades, i hom s'hi refereix com a càrregues.
Els exemples bàsics d'extensions centrals com a grups revestiment són:
- els grups espinorials, els quals revesteixen doblement els grups ortogonals especials, que al seu torn (en dimensió parell) revesteixen doblement el grup ortogonal projectiu.
- els grups metaplèctics, que revesteixen doblement els grups simplèctics.

El cas de SL₂(R) implica un grup fonamental que és cíclic infinit. Aquí, l'extensió central implicada és ben coneguda en teoria de formes modulars, com a formes de pes ½. Una representació projectiva que hi correspon és la representació de Weil, construïda a partir de la transformada de Fourier, en aquest cas sobre la recta real. Els grups metaplèctics també apareixen en mecànica quàntica.